# Campionato francese di tennis 1891
Il Campionato francese di tennis 1891 (conosciuto oggi come Open di Francia o Roland Garros) è stato la 1ª edizione del Campionato francese di tennis, riservato ai tennisti francesi o residenti in Francia. Si è svolto al Racing Club de France di Parigi in Francia.
Il singolare maschile è stato vinto da H. Briggs, che si è imposto sul connazionale P. Baigneres. Nel doppio maschile si sono imposti B. Desjoyau e T. Legrand.

## Seniors

### Singolare maschile
H. Briggs ha battuto in finale  P. Baigneres con il punteggio di 6–3, 6–2.

### Doppio maschile
B. Desjoyau /  T. Legrand hanno battuto in finale  Cucheval-Clarigny /  Boulanger